# Olof Åhlström
Olof Åhlström (Vårdinge (actual municipi de Södertälje), 14 d'agost 1756 - Estocolm, 11 d'agost, 1835), va ser un compositor i editor musical suec.

## Biografia
Olof Åhlström va venir d'origen rural a la Reial Acadèmia de Música el 1772, on va ser alumne de Ferdinand Zellbell. De 1776 a 1792 va ser organista de l'església de Santa Maria i de 1792 a 1835, Åhlström va ser organista de l'església de Sant Jacob d'Estocolm, alhora que el 1805 va ser encarregat com a conseller de guerra al ministeri de la Marina. Com a únic editor musical de Suècia, va rebre el privilegi reial d'imprimir música durant 20 anys el 1788, que es va ampliar el 1808. Åhlström va estar sense competència en aquesta zona fins al 1818. Va publicar, entre d'altres, obres de Joseph Martin Kraus, Joseph Haydn i Johann Gottlieb Naumann.
Åhlström va compondre una òpera, música incidental, sonates per a piano amb violí i música vocal. Les col·leccions Musikaliskt Tidsfördrif (1789–1834) i Skaldestycken satte i musik (1794–1823), que contenien més de 200 cançons, es van publicar a la seva impremta. Amb Arvid August Afzelius va publicar una col·lecció de dansa popular sueca. També va aparèixer com a arranjador de cançons del seu compatriota Carl Michael Bellman.

## Obres (selecció)
obres escèniques

- Frigga, òpera 1 acte Llibret: Carl Gustaf af Leopold, després del rei Gustav III. de Suècia. Local: 31 de maig de 1787 Estocolm, Königl.teatre. Nova versió (2 fitxers): 18 d'abril de 1803 Estocolm {{OCLC |.935875837} (Digitisat | https: //www.loc.gov/item/201063557/ | Lt = Digitslidst des libretto a la biblioteca del congrés)
- Den bedragne Bachan (El Bacus enganyat), comèdia 1 acte Llibret: Rei Gustav III. Estrena: 21 d'abril de 1789 Estocolm, Teatre Reial
- Eremiten = Fadershjärtat (L'ermità o el cor del pare), pastitx 3 actes. Amb música addicional de: Jean Baptiste Édouard Du Puy, Pehr Frigel, C.E.Gleisman, Christian Friedrich Müller, Carl Stenborg, Georg Joseph Vogler, Johan Wikmansson. Llibret: G.Evren, de August von Kotzebue Der Eremit auf Formentera. Primera representació: 3 de gener de 1798 Estocolm, Munkbrod-Th.
- Tanddoctorn (The Dentist), comèdia 1 acte Llibret: Carl Gustav Nordforss. Estrena: 16 de maig de 1800 Estocolm

Música instrumental

- 3 sonates per a piano i violí op 1, Estocolm, 1783 RISM No. 990000507 I Do major II Fa major III La major
- 4 sonates per a piano i violí op. 2, Estocolm, 1784 RISM No. 990000508 I Si major II Do major III Re menor IV Mi bemoll major
- 3 sonates per a piano i violí op. 3, Estocolm, 1786 RISM No. 990000509 I Re major II Fa major III Mi bemoll major
- 3 Sonatines per a piano i violí op 4, Estocolm, 1786 RISM No. 990000510 I Si major II Sol major III La menor
- Små clavers stÿcken [Peces petites per a piano], Estocolm RISM No. 990000511
- Obertura a Frigga, arranjada per a piano, Estocolm, 1787 RISM No. 990000515
- Polonaie amb 7 variacions 1793

Obres vocals

- Min Ven [El meu amic]. Hvad nytter det. Clockforragteren. En drikkesang [Una cançó per beure], cançons, impresa per Søren Sønnichsen a Copenhaguen RISM No. 990000506
- Helena. Incipit: Långt från dessa berg per a veu i piano, Estocolm RISM No. 990000505